# آونیو
آونیو (به ایتالیایی: Avegno) یک کومونه در ایتالیا است که در استان جنوا واقع شده‌است.

## خصوصیات
آونیو ۱۱٫۰ کیلومترمربع مساحت و ۲٬۲۳۰ نفر جمعیت دارد و ۳۴ متر بالاتر از سطح دریا واقع شده‌است.

## خواهرخوانده
شهر Avegno Gordevio خواهرخواندهٔ آونیو هست.